# スケルツォ第1番 (ショパン)
スケルツォ第1番（スケルツォだいいちばん）ロ短調 作品20は、フレデリック・ショパンが1833年に作曲、1835年に出版したピアノ独奏曲。献呈先は友人トーマス・アルブレヒト（当時パリにあったザクセン王国公使館員）。

## 概要
スケルツォはシンコペーションや特徴的な音形をつけるなどして、ソナタの中間楽章としてベートーヴェンが多くを残している。ショパンはその深刻な曲想を採用して洗練されていない憤怒・激情を訴える楽曲に仕立て上げた。
本作品はその第1作で、青年ショパンの激しい感情が随所に迸っている。背景には祖国ポーランドでのロシアからの圧制に反する蜂起が失敗したことがある。中間部にはポーランドのクリスマス・キャロル『眠れ、幼子イエス』が引用されている。スケルツォ全曲の中では唯一短調で締めくくっている（第2番、第3番も短調であるが、いずれも長調で締めくくっている）。

## 構成
ロ短調、Presto con fuoco、三部形式。
序奏はロ短調の平行調ニ長調に解決するG-Cis-E-Gとロ短調自身につながるH-E-Hとを同時にぶつけることで悲鳴に近い訴求的な効果を出している。この序奏は最後の和音の直前にも登場する。また、終奏部においては、低音域での重音八度のFisが響く上で、Fis-H-D-Eis-G-Eis-G-H-D-Gの不協和音を激しく数回鳴らし、強烈なアウフタクトと五度支配により主和音を導くことで、言葉では形容しがたい激烈な効果を出している。